# 唐正东 (1967年)
唐正东（1967年8月—），南京大学教授，研究方向为马克思主义哲学、当代国外马克思主义，任中华人民共和国教育部“长江学者”特聘教授。

## 生平
1987年、1990年、1997年先后获得南京大学哲学系哲学学士、硕士、博士学位。